# Sika Koné
Sika Koné (ur. 13 lipca 2002 w Bamako) – malijska koszykarka, występująca na pozycjach silnej skrzydłowej lub środkowej, reprezentantka kraju, od 2023 zawodniczka hiszpańskiego Perfumerías Avenida, a w okresie letnim Chicago Sky, w WNBA.

## Osiągnięcia
Stan na 21 marca 2024, na podstawie, o ile nie zaznaczono inaczej.

### Drużynowe
- Finalistka Superpucharu Hiszpanii (2023)

### Reprezentacja
Seniorska
- Wicemistrzyni Afryki (2021)
- Brązowa medalistka mistrzostw Afryki (2023)
- Uczestniczka:
  - mistrzostw świata (2022 – 11. miejsce)
  - kwalifikacji do mistrzostw świata (2022)

Młodzieżowe
- Mistrzyni Afryki:
  - U–18 (2018)
  - U–16 (2017)[4]
- Uczestniczka mistrzostw świata:
  - U–19 (2019 – 7. miejsce, 2021 – 4. miejsce)
  - U–17 (2018 – 10. miejsce)
- Zaliczona do I składu mistrzostw:
  - świata U–19 (2021)
  - Afryki U–16 (2017)
- Liderka mistrzostw świata:
  - w średniej punktów:
    - U–19 (2021 – 19,7)
    - U–17 (2018 – 16,9)

  - U–19 w zbiórkach (2019 – 13,9, 2021 – 14,8)